# Brad Silverman
Brad Silverman (Glendale (California), 16 maggio 1966) è un attore statunitense.